# Кулей, Люцьян
Люцьян Кулей (пол. Lucjan Kulej; 29 ноября 1896 или 26 ноября 1896, Данков, Клобуцкий повят — 13 июля 1971, Катовице) — польский юрист и игрок по хоккею с шайбой. Участник зимних Олимпийских игр 1928. Серебряный призёр чемпионата Европы по хоккею с шайбой 1929.

## Биография

### Карьера
Родился в городе Данков, Польша. Изучал право, до начала Второй мировой войны работал заместителем прокурора в Катовице и главным прокурором в Ломже. Один из соучредителей отдела хоккея с шайбой AZS в Варшаве, пятикратный чемпион Польши в период с 1926 по 1931 год. В летнее время занимался греблей. В 1920 и 1925 годах стал чемпионом Польши в четверке с рулевым, а в 1920, 1922 и 1925 годах выигрывал титул чемпиона Польши в восьмерке. Во время Второй Мировой войны был судьёй армии Крайова и участником Варшавского восстания. После окончания войны вернулся в Катовице и открыл адвокатское бюро.

### Национальная сборная
За сборную Польши по хоккею с шайбой принял участие в зимних Олимпийских играх 1928 года в Санкт-Морице. На чемпионате Европы 1929, вместе со сборной завоевал серебряную медаль. с 1926 по 1929 год, провёл 34 международных матча. На зимних Олимпийских играх 1936 года был главным тренером сборной Польши вместе с Александром Тупальским.